# Anthony Elanga
Anthony David Junior Elanga (sinh ngày 27 tháng 4 năm 2002) là một cầu thủ bóng đá chuyên nghiệp người Thụy Điển hiện đang thi đấu ở vị trí tiền đạo hoặc tiền vệ cánh cho câu lạc bộ Premier League Newcastle United và đội tuyển bóng đá quốc gia Thụy Điển.
Elanga gia nhập hệ thống đào tạo trẻ của Manchester United khi mới 12 tuổi và giành giải Cầu thủ trẻ xuất sắc nhất năm của Jimmy Murphy vào năm 2020. Anh có trận ra mắt đội một cho câu lạc bộ trong trận đấu với Leicester City tại Premier League vào tháng 5 năm 2021. 
Elanga đã đại diện cho Thụy Điển ở cấp độ U-17, U-19 và U-21, trước khi ra mắt trong màu áo đội tuyển quốc gia cấp chuyên nghiệp vào năm 2022.

## Sự nghiệp câu lạc bộ

### Manchester United

#### Đội trẻ
Sau khi chơi cho IF Elfsborg và Malmö FF ở Thụy Điển,  gia đình Elanga chuyển đến Anh và định cư ở Manchester. Elanga có một thời gian ngắn chơi cho câu lạc bộ địa phương Hattersley, và được cả Manchester City và Manchester United chiêu mộ trước khi gia nhập United ở tuổi 12 
Elanga có trận ra mắt đội bóng U-18 Manchester United ở tuổi 15 trong trận thua 2–1 trước Liverpool vào tháng 4 năm 2018. Anh ấy đã ký hợp đồng với tư cách là học giả của học viện tại Manchester United vào tháng 7 năm 2018, và ghi bàn bốn bàn sau 22 lần ra sân trong mùa giải đầu tiên anh chơi cho đội U18. 
Mùa giải tiếp theo, Elanga chơi hai lần cho đội U-21 tại EFL Trophy, cả hai đều là dự bị. Anh kết thúc mùa giải rút ngắn bởi COVID với tư cách là cầu thủ ghi bàn hàng đầu cho đội U-18 trong giải đấu với 7 bàn thắng sau 9 lần ra sân và giành giải Cầu thủ trẻ xuất sắc nhất năm của Jimmy Murphy. Anh ấy đã chơi bốn lần cho đội bóng dưới 21 tuổi của câu lạc bộ tại EFL Trophy 2020–21, ghi được hai bàn.

#### Mùa giải 2020–21
Elanga đã có trận ra mắt đội một United trong trận giao hữu tiền mùa giải 2020–21 với Aston Villa; anh vào sân thay cho Marcus Rashford ở phút 75, trận đấu United để thua với tỷ số 1–0. Elanga đã được gọi lên đội một chuẩn bị cho trận tứ kết UEFA Europa League 2020–21 gặp Granada vào tháng 4 năm 2021, nhưng không được sử dụng trong cả 2 trận đấu. Anh có trận ra mắt chính thức vào ngày 11 tháng 5 năm 2021 trong trận gặp Leicester City tại Ngoại hạng Anh. Elanga được thay bằng Marcus Rashford ở phút 66 khi United thua 2–1.
Elanga trở lại đá chính trong vòng đấu đấu cuối cùng của Ngoại hạng Anh 2020–21, gặp câu lạc bộ Wolverhampton Wanderers trên sân khách và ghi bàn thắng đầu tiên cho United chỉ sau 13 phút bóng lăn.

#### Mùa giải 2021–22

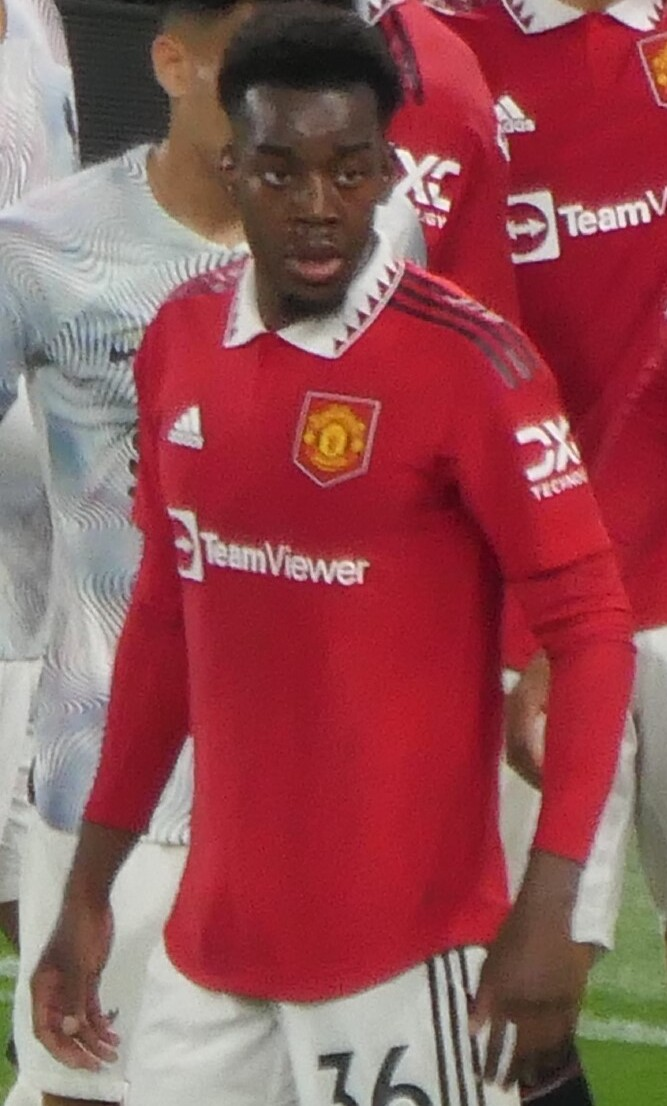
Elanga chơi cho Manchester United năm 2022.

Elanga ghi bàn thắng thứ hai tại giải đấu cho Manchester United vào ngày 19 tháng 1 năm 2022 trong chiến thắng 3-1 trước Brentford trên sân khách ,  bàn thắng đầu tiên của anh trong mùa giải. Vào ngày 4 tháng 2 năm đó, Elanga đá hỏng quả phạt đền cuối cùng của đội mình trong loạt đá luân lưu 8–7 với Middlesbrough trong trận đấu ở FA Cup, khiến Manchester United bị loại khỏi Cúp trong mùa giải.  Hậu quả của trò chơi, Elanga đã phải đối mặt với những thông điệp lạm dụng chủng tộc trên mạng xã hội.  Vào ngày 20 tháng 2, trong trận đấu với Leeds United, Elanga đã bị đập vào đầu bởi một vật thể do một khán giả ném vào người. Vài phút trước khi kết thúc trận đấu, Elanga đã ghi bàn thắng thứ hai trong mùa giải.  Vào ngày 23 tháng 2, Elanga ghi bàn thắng đầu tiên tại UEFA Champions League vào lưới Atlético de Madrid trong trận lượt đi Vòng 16 đội, tỷ số chung cuộc là 1-1.

## Sự nghiệp quốc tế
Elanga đã ra sân 7 trận cho đội tuyển U-17 Thụy Điển và ghi được 2 bàn thắng, đó là cú đúp vào lưới U-17 Pháp tại giải vô địch bóng đá U-17 châu Âu năm 2019. Anh cũng đã từng khoác áo đội U-19 và U-21 của Thụy Điển.
Elanga đã chơi năm lần cho đội tuyển U-17 của Thụy Điển và ghi được hai bàn thắng, cả hai đều vào lưới Pháp ở Giải vô địch châu Âu năm 2019. Anh chơi trận đầu tiên cho đội U-21 Thụy Điển và ghi một bàn trong trận giao hữu với Phần Lan vào ngày 3 tháng 6 năm 2021. 
Elanga đã chọn đại diện cho Thụy Điển ở cấp độ cao và được điền tên vào đội hình quốc tế của Janne Andersson cho vòng loại World Cup gặp Cộng hòa Séc vào tháng 3 năm 2022, nơi anh cũng có trận ra mắt với tư cách là người thay thế vào cuối trận.

## Đời sống cá nhân
Anthony Elanga là con trai cựu tuyển thủ quốc gia Cameroon từng tham dự World Cup 1998, Joseph Elanga. Anh được sinh ra tại Thụy Điển trong thời gian người bố Joseph thi đấu cho câu lạc bộ Malmö FF.

## Thống kê sự nghiệp

### Câu lạc bộ
Tính đến ngày 15 tháng 3 năm 2022
| Câu lạc bộ            | Mùa giải       | Giải đấu       | Giải đấu | Giải đấu | Cúp FA | Cúp FA | Cúp EFL | Cúp EFL | Châu Âu | Châu Âu | Khác | Khác | Tổng cộng | Tổng cộng |
| Câu lạc bộ            | Mùa giải       | Hạng           | Trận     | Bàn      | Trận   | Bàn    | Trận    | Bàn     | Trận    | Bàn     | Trận | Bàn  | Trận      | Bàn       |
| --------------------- | -------------- | -------------- | -------- | -------- | ------ | ------ | ------- | ------- | ------- | ------- | ---- | ---- | --------- | --------- |
| U21 Manchester United | 2019–20        | —              | —        | —        | —      | —      | —       | —       | —       | —       | 2    | 0    | 2         | 0         |
| U21 Manchester United | 2020–21        | —              | —        | —        | —      | —      | —       | —       | —       | —       | 4    | 2    | 4         | 2         |
| U21 Manchester United | Tổng cộng      | —              | 0        | 0        | 0      | 0      | 0       | 0       | 0       | 0       | 6    | 2    | 6         | 2         |
| Manchester United     | 2020–21        | Premier League | 2        | 1        | 0      | 0      | 0       | 0       | 0       | 0       | —    | —    | 2         | 1         |
| Manchester United     | 2021–22        | Premier League | 12       | 2        | 2      | 0      | 1       | 0       | 3       | 1       | —    | —    | 18        | 3         |
| Manchester United     | Tổng cộng      | Tổng cộng      | 14       | 3        | 2      | 0      | 1       | 0       | 3       | 1       | 0    | 0    | 20        | 4         |
| Tổng sự nghiệp        | Tổng sự nghiệp | Tổng sự nghiệp | 14       | 3        | 2      | 0      | 1       | 0       | 3       | 1       | 6    | 2    | 26        | 6         |

1. 1 2  Ra sân tại EFL Trophy
2. ↑  Số trận ra sân tại UEFA Champions League

### Đội tuyển quốc gia
Tính đến ngày 20 tháng 6 năm 2023.
| Đội tuyển quốc gia | Năm       | Trận | Bàn |
| ------------------ | --------- | ---- | --- |
| Thụy Điển          | 2022      | 9    | 1   |
| Thụy Điển          | 2023      | 3    | 2   |
| Tổng cộng          | Tổng cộng | 12   | 3   |

Bàn thắng quốc tế
Bàn thắng của đội tuyển Thụy Điển được ghi trước.'
| # | Ngày                | Địa điểm                        | Đối thủ     | Bàn thắng | Tỷ số | Giải đấu                    |
| - | ------------------- | ------------------------------- | ----------- | --------- | ----- | --------------------------- |
| 1 | 5 tháng 6, 2022     | Friends Arena, Solna, Thụy Điển | Na Uy       | 1–2       | 1–2   | UEFA Nations League 2022–23 |
| 2 | 27 tháng 3 năm 2023 | Friends Arena, Solna, Thụy Điển | Azerbaijan  | 5–0       | 5–0   | Vòng loại UEFA Euro 2024    |
| 3 | 16 tháng 6 năm 2023 | Friends Arena, Solna, Thụy Điển | New Zealand | 4–1       | 4–1   | Giao hữu                    |